# Paulina Fryderyka Wirtemberska
Paulina Fryderyka Maria Wirtemberska (ur. 25 lutego 1810, zm. 7 lipca 1856) – księżniczka wirtemberska, księżna Nassau.
Córka księcia Pawła Wirtemberskiego i Charlotty von Sachsen-Hildburghausen. Jej dziadkami byli pierwszy król Wirtembergii Fryderyk I i Augusta Karolina Braunschwig- Wolfenbütten oraz książę Fryderyk von Sachsen-Altenburg i Charlotte von Mecklenburg-Strelitz.
23 kwietnia 1829 roku została drugą żoną księcia Wilhelma I Nassau. Para miała czwórkę dzieci:
- córka (1830)
- Helena (1831-1888) – żona księcia Jerzego Wiktora Waldeck-Pyrmont (1831-1893), matka Emmy – królowej Holandii, Heleny – księżnej Albany
- Mikołaj (1832-1905)
- Zofia (1836-1913) – żona króla Szwecji i Norwegii Oskara II

Jej potomkowie panują obecnie w Belgii, Danii, Norwegii, Szwecji, Luksemburgu i Holandii.